# Nephrocerus japonicus
Nephrocerus japonicus är en tvåvingeart som beskrevs av Morakote 1988. Nephrocerus japonicus ingår i släktet Nephrocerus och familjen ögonflugor. Inga underarter finns listade i Catalogue of Life.